# Zbigniew Nieradka
Zbigniew Nieradka, né le 16 mars 1967, est un pilote polonais de vol à voile, champion national, d'Europe et du monde.

## Palmarès

### Championnats du monde
- Champion du monde en 2012 en classe 18m
- Champion du monde en 2010 en classe 18m

### Championnats d'Europe
- Champion d'Europe en 2011 en classe 18m

### Championnats de Pologne
- 3  Champion national en Classe 18m (2006, 2007 et 2011)
- 1  Champion national en Classe open (2012)